# عويذران
العويذران أو الليمونيوم أو الأريال أو القابضة (باللاتينية: Limonium) جنس نباتي ينتمي إلى الفصيلة الرصاصية. يضم ما بين 120 و150 نوعًا ينتشر عدد منها في الوطن العربي وخاصة في بلاد الشام والمغرب العربي.

## من أنواعهالواطنةفي الوطن العربي
- عويذران بوست (باللاتينية: Limonium postii) في بلاد الشام
- العويذران التدمري (باللاتينية: Limonium palmyrense) في بلاد الشام
- العويذران الجليلي (باللاتينية: Limonium galilaeum) في بلاد الشام
- العويذران الخوخي (باللاتينية: Limonium pruinosum) في بلاد الشام
- العويذران العصوي (باللاتينية: Limonium  virgatum) في بلاد الشام والمغرب العربي وبعض مناطق حوض المتوسط
- العويذران الكروي (باللاتينية: Limonium globuliferum) في بلاد الشام وتركيا
- العويذران المتعرج (باللاتينية: Limonium sinuatum) في بلاد الشام ومصر والمغرب العربي وحوض المتوسط
- العويذران المفصص (باللاتينية: Limonium lobatum) في بلاد الشام
- عويذران موتيرد (باللاتينية: Limonium mouterdei) في بلاد الشام
- العويذران النربوني (باللاتينية: Limonium narbonense) في بلاد الشام ومصر والمغرب العربي ومعظم مناطق حوض المتوسط
- العويذران اليوناني (باللاتينية: Limonium graecum) في بلاد الشام